# Замула, Алексей Дмитриевич
Алексей Дмитриевич Замула (22 июня 1928, Свирж — 22 июня 2001, Свирж) — бригадир тракторной бригады колхоза «Большевик» Шосткинского района Сумской области Украинской ССР.

## Биография
Родился 22 июня 1928 года в селе Свирж Шосткинского района (ныне Сумской области) в крестьянской семье. Украинец.
В 1965 году окончил среднюю школу в селе Погребки Шосткинского района.
Трудовую деятельность начал в 1943 году в 15-летнем возрасте в местном колхозе «Вторая пятилетка». За работу в сложнейших условиях разорённого войной села, весомый трудовой вклад в помощь фронту был награждён первой наградой — медалью «За доблестный труд в Великой Отечественной войне 1941—1945 гг.».
Затем работал сцепщиком в колхозе «Большевик» Шосткинского района. В 1948—1951 годах проходил срочную службу в Вооруженных Силах СССР. После демобилизации некоторое время работал водителем отряда № 012 военизированной охраны. Окончил курсы трактористов. С апреля 1953 года работал трактористом, помощником бригадира Ивотской МТС Шосткинского района.
В связи с реорганизацией МТС в 1958 году А. Д. Замула возвращается на работу в колхоз «Большевик», где в 1959 году избирается бригадиром тракторной бригады.
В 1973 году тракторная бригада А. Д. Замулы собрала по 24 центнера с гектара зерновых, 245 центнеров с гектара картофеля, 13 центнеров с гектара волокна конопли, 320 центнеров с гектара зеленной массы кукурузы.
Указом Президиума Верховного Совета СССР от 8 декабря 1973 года за трудовую доблесть в выполнении взятых обязательств по увеличению производства и продажи государству зерна, сахарной свеклы, масляных культур и других продуктов земледелия, Замуле Алексею Дмитриевичу присвоено звание Героя Социалистического Труда с вручением ордена Ленина и золотой медали «Серп и Молот».
Тракторная бригада А. Д. Замулы продолжала собирать большие урожаи. Так, в 1979 году было собрано в среднем 29,7 центнера с гектара зерновых, 211 центнеров с гектара картофеля, 380 центнеров с гектара кукурузы на силос, 300 центнеров с гектара кормовой свеклы.
Затем руководил производственным участком колхоза «Большевик». По предложению А. Д. Замулы в колхозе были созданы механизированные звенья свекловодов и картофельников, улучшены отдельные механизмы сельскохозяйственной техники.
Избирался депутатом Коротченковского сельсовета, членом обкома КПУ.
Жил в селе Свирж. Умер 22 июня 2001 года. Похоронен в селе Свирж.
Награждён 2 орденами Ленина, медалями, в том числе, медалью «За доблестный труд в Великой Отечественной войне 1941—1945 гг.».